# نوسمه
نوسمه (به کُردی: نۆسمه، نه‌وسمه)، که جدیدا به یکی ازمناطق الحاقی شهر پاوه تبدیل شده، اکنون شهرک یا محله ای جدید از شهر پاوه به حساب می آید.

## جمعیت
نوسمه در دهستان شمشیر قرار دارد و براساس سرشماری مرکز آمار ایران در سال ۱۳۹۵، جمعیت آن بالغ بر ۷۵۰ نفر (۱۳۰خانوار) بوده‌است.

## علت نام‌گذاری
نوسمه با توجه به اینکه از تابش نور خورشید زیاد بهره نمی‌برده و به خاطر اینکه پشت به خورشید و در پای کوه واحدهای مسکونی ساخته شده‌اند ونیز دارای آب و هوای خنک و مرطوب بوده به اسم نِسرم که در اصطلاح کردی به معنی مرطوب می‌باشد نام‌گذاری گردیده که با گذشت زمان به قولی در زمان پهلوی به اسم نوسمه تغییر نام یافته‌است؛ و یک وجه تسمیه دیگر با توجه به وجود غارهای پشت روستا نقل است که در این غارها اشکالی شبیه به سُم اسب وجود داشته که تعداد آن‌ها نه شکل بوده به همین دلیل به اسم (نُه سم) یا (نوسمه) نام‌گذاری شده‌است. با توجه به نظرخواهی بیشتر اهالی، شورا، و دهیاری در رابطه با وجه تسمیه بیشتر نظر اول را قبول دارند.

## وضعیت خدمات
ناحیه نوسمه دارای خدمات زیر می‌باشد.
۱-مسجد ۲-شرکت تعاونی مصرفی ۳-جایگاه موادنفتی ۵-خرده فروشی ۶-زمین فوتبال۷-رستوران ۸-پرورش ماهی (همراه با آماده کردن غذا و اقامتگاه)
ر
همچنین دارای تلفن ثابت، اینترنت ADSL، برق سراسری و آب لوله‌کشی می‌باشد.

## وضعیت فرهنگی - اجتماعی نوسمه
تمامی اهالی منطقه 
نوسمه مسلمان وپیرو مذهب امام شافعی می‌باشند. زبان آنان کردی و بیشتر به لهجه سورانی و تعداد اندکی هم به لهجه اورامی تکلم می‌کنند.

## آثار ملی در نوسمه
تپه قلعه نوسمه مربوط به سده‌های میانه دوران‌های تاریخی پس از اسلام است و در شهرستان پاوه، بخش مرکزی، نوسمه واقع شده و این اثر در تاریخ ۱۳۸۴/۰۵/۱۱ با شمارهٔ ثبت ۱۲۴۷۴ به‌عنوان یکی از آثار ملی ایران به ثبت رسیده‌است.

## تاریخچه نُوسمه
با توجه به وجود غارهای پشت(بافت قدیم) و همچنین وفور آب باستان شناسان قدمت آثار واقع در این غارها را هزاران سال قبل از میلاد مسیح تخمین زده‌اند اما شاید بتوان گفت به دلیل نزدیکی به کوه شاهو و نوع زندگی در گذشته بیشتر به عنوان ییلاق از این روستا استفاده کرده‌اند. بیشتر نوادگان سید احمد جاف این روستا را به عنوان ییلاق یا سردسیر خود انتخاب می‌کردند و در فصل زمستان به مناطق گرمسیری کشور عراق کوچ می‌کردند تا اینکه یکی از نوادگان سید احمد جاف به اسم سید هومر که فرزند سید ولد (ولدبیگ) بود. در اینجا ساکن شد و پسر سید هومر به اسم سید میران مشهور به (میران بیگ) از اولین ساکنان این روستا در نزدیک به ۳۰۰ الی ۴۰۰ سال پیش بود که به‌طور دائم در این روستا ساکن شد و هسته اصلی و سنگ بنای اولیه روستای نوسمه در بافت قدیم که به وسیلهٔ رودخانه شمشیر از بافت جدید جدا می‌گردد به وجود آمد. اما بافت جدید که پایین‌تر از جاده ارتباطی پاوه-کرمانشاه و در کنار تپه لاقلعه قرار دارد. اولین ساختمان در این قسمت توسط حاج فتح‌الله حسینی فرزند کیخسرو بیگ اناخی در سال ۱۳۴۸ (ه‍. ش) ساخته شد و تا قبل از پیروزی انقلاب اسلامی در کنار تپه لاقلعه فقط ۵ خانوار زندگی می‌کردند اما بعد از پیروزی انقلاب اسلامی و با فعالیت‌های چشم گیر جهاد سازندگی در زمینه آب رسانی، برق، ساخت مسجد و بستن پل بر روی رودخانه شمشیر که از وسط بافت قدیم و جدید روستا می‌گذشت. روستا آبادتر و اغلب ساختمان‌های جدید در کنار جاده ارتباطی پاوه-کرمانشاه و تپه لاقلعه ساخته شد. لازم به توضیح است با توجه به تقسیمات سیاسی روستاهای نوسمه علیا و سفلی (بافت جدید و قدیم) یک روستا در نظر گرفته شده‌است اما در طرح هادی برای این روستاها دو روستا در نظر گرفته شده زیرا بافت روستاها از همدیگر فاصله دارند.